# Georgenthal (Turyngia)
Georgenthal – miejscowość i gmina (Landgemeinde) w Niemczech, w kraju związkowym Turyngia, w powiecie Gotha, do 30 grudnia 2019 samodzielna gmina (Gemeinde) i zarazem siedziba wspólnoty administracyjnej Apfelstädtaue. Dzień później gminy Hohenkirchen, Petriroda oraz gmina Leinatal stały się jej dzielnicami (Ortsteil). Natomiast Georgenthal stała się zarazem "gminą realizującą" (niem. "erfüllende Gemeinde") dla gmin Emleben oraz Herrenhof. 1 stycznia 2024 Herrenhof stał się dzielnicą (Ortsteil) gminy. Leży w Lesie Turyńskim.

## Współpraca
Miejscowość partnerska:
- Ebrach, Bawaria